# لیلیا اوسترلو
 لیلیا اوسترلو (انگلیسی: Lilia Osterloh؛ زادهٔ ۷ آوریل ۱۹۷۸) یک تنیس‌باز اهل ایالات متحده آمریکا است.